# 钟埭街道
钟埭街道是中华人民共和国浙江省嘉兴市平湖市下辖的一个街道办事处。

## 行政区划
钟埭街道下辖以下村级行政区划单位：
花园社区、新群社区、红建花苑社区、五一社区、陆家桥社区、钟埭社区、城西新村社区、白马堰社区、西林寺社区、三友社区、新群村、花园村、福臻村、钟埭村、沈家弄村、钟南村和大力村。